# パンドラの恋人
「パンドラの恋人」（パンドラのこいびと）は、南野陽子の8枚目のシングル。1987年7月1日にCBS・ソニーからリリースされた。

## 概要
本作で「楽園のDoor」「話しかけたかった」に続き3曲連続オリコン1位を獲得。EP盤においては、限定盤（下敷風ジャケット）と7月10日に発売されたジャケット写真の異なる通常盤の2形態にて発売された。
元々は真冬の曲として歌詞が用意されていたが、リリース時期の関係で真夏の曲へと歌詞が書き換えられ制作された。
ソニーの1987年試聴用非売品CD『SONY ORIGINAL DEMONSTRATION DISC REBECCA in Liberty』（規格品番：YEDS-35）に本楽曲が収録されている。

## 収録曲
両曲共通　作曲: 亀井登志夫／編曲: 萩田光雄
1. パンドラの恋人
作詞: 田口俊
2. ひとりっきりの夏は
作詞: 小倉めぐみ